# CieloBuio
CieloBuio-coordinamento per la protezione del cielo notturno (CelFosc-coordinació per la protecció del cel nocturn en català) és una organització sense ànim de lucre que opera a Itàlia per la protecció del cel i el medi ambient nocturn. CieloBuio promou la cultura d'una il·luminació ecològica i sensibilitza l'opinió pública sobre el fenomen de la contaminació lumínica.
Nascut a Llombardia el 1997 al voltant d'una llista de correu sobre el tema de la contaminació lumínica, CieloBuio acull ara astrònoms professionals i afeccionats, ecologistes, professionals de la il·luminació o simplement persones interessades d'arreu d'Itàlia. L'actual president és Fabio Arcidiacono.
En la seva lluita contra la contaminació lumínica, CieloBuio té com a model de referència la llei de la regió de Llombardia núm. 17/2000, en totes les seves formes i extensions. La llei es basa en el criteri de "contaminació zero", segons el qual, amb molt poques excepcions, cap lluminària pot enviar la llum per sobre del pla horitzontal.

En els últims anys, CieloBuio ha tingut un paper crucial en l'aprovació d'altres lleis regionals sobre el model llombard. En són exemples les lleis vigents a les regions d'Emília-Romanya (LR 19/03), Les Marques (LR 10/02), Abruços (LR 12/05), Pulla (LR 15/05), Úmbria (LR 20/05), Friül - Venècia Júlia (LR 15/07) i Vèneto (LR 17/09). A més, la llei aprovada a Llombardia ha inspirat la redacció de lleis a la República Txeca (el primer país del món amb una llei contra la contaminació lumínica que s'aplica en tot el país) i a Eslovènia.
CieloBuio treballa en estreta col·laboració amb la secció italiana de la International Dark-Sky Association i altres organitzacions científiques per promoure una llei de protecció del medi ambient nocturn que entri en vigor a tot el territori italià.

## Honors
El 2000, pel seu paper fonamental a favor de la llei contra la contaminació lumínica a Llombardia, el Gruppo Astrofili Brianza honrà CieloBuio amb la dedicatòria de l'asteroide 13777 CieloBuio, descobert pels membres d'aquesta aliança a Sormano (Como, Itàlia) el 20 d'octubre del 1998.
El 2003, la secció europea de la International Dark-Sky Association atorgà a l'aleshores president de CieloBuio, Diego Bonata, el Galileo Award, un premi atorgat anualment a individus o grups que destaquen a Europa en la lluita per la preservació de la foscor del cel nocturn.
El 2004, CieloBuio fou un dels guanyadors del premi Innovazione Amica dell'Ambiente ("Innovació Amiga del Medi ambient"), atorgat per l'agrupació ecologista italiana Legambiente, en reconeixement dels resultats obtinguts en termes de qualitat de la llum, estalvi d'energia i protecció del medi ambient mitjançant l'aplicació de la llei núm. 17/2000 de Llombardia.